# Kishi Kinen Taiiku Kaikan

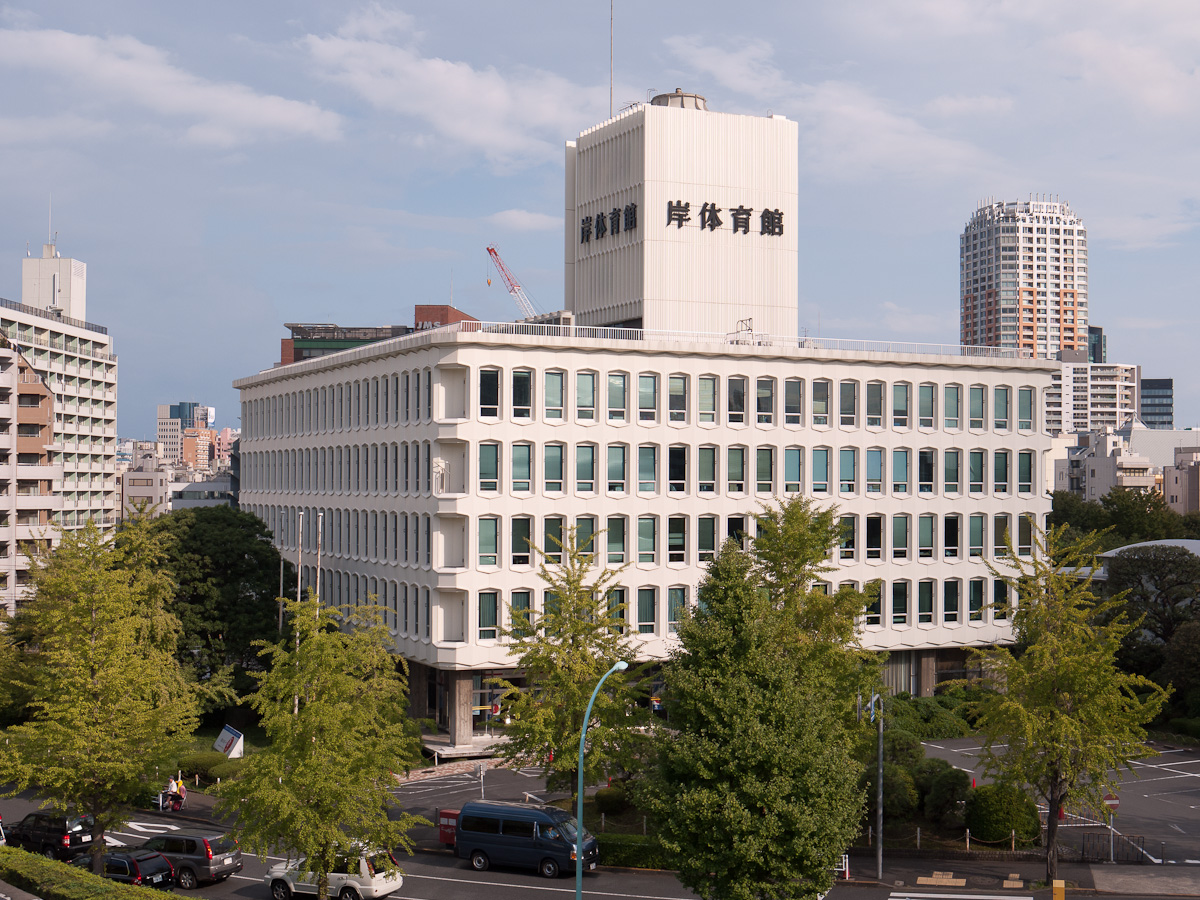
Blick vom benachbarten Kokuritsu Yoyogi Kyōgijō auf das Kishi Kinen Taiiku Kaikan.

Das Kishi Kinen Taiiku Kaikan (jap. 岸記念体育会館, dt. etwa „Kishi-Gedenk-Sporthaus“, engl. "Kishi Memorial Gymnasium" oder Kishi Memorial Hall) war ein Bürogebäude im Tokioter Stadtteil Jinnan im Zentrum des Bezirks Shibuya der Präfektur Tokio, das Sitz zahlreicher nationaler Sportverbände war. Das 1964 eröffnete Gebäude war nach Kishi Seiichi benannt, einem Sportfunktionär im Kaiserreich, der unter anderem Präsident des Sportverbandes, Mitglied des Internationalen Olympischen Komitees und Mitglied des japanischen Herrenhauses war. Das Gebäude wurde im Jahr 2020 abgerissen. Die Sportverbände sind in den Japan Sports Olympic Square nahe dem Neuen Nationalstadion in Shinjuku gezogen.
Ein erstes Sporthaus – ein früher Entwurf des später berühmten Architekten Tange Kenzō – wurde 1941 mit Mitteln aus Kishis Nachlass in Surugadai im damaligen Bezirk Kanda (heute: Bezirk Chiyoda) eröffnet. Für die Olympischen Sommerspiele 1964 in Tokio wurde das heutige Kishi Kinen Taiiku Kaikan eröffnet.
Viele nationale Dachorganisationen des japanischen Sports hatten ihren Sitz im Kishi Kinen Taiiku Kaikan:
- der Sportbund, Nihon Sports Kyōkai (engl. Japan Sport Association), vor 2018 Nihon Taiiku Kyōkai (engl. früher Japan Amateur Sports Association, zuletzt nur noch als Japan Sports Association übersetzt),
- das nationale Olympische Komitee, Nippon Olympic Iinkai (franz. Comité Olympique Japonais)
- der Basketballverband, Nippon Basketball Kyōkai (engl. Japan Basketball Association),
- der Turnverband, Nihon Taisō Kyōkai (engl. Japan Gymnastic Association),
- der Badmintonverband, Nippon Badminton Kyōkai (engl. Nippon Badminton Association),
- der Bogenschützenverband, Zen-Nihon Archery Renmei (engl. All Japan Archery Federation),
- der [Feld-]Hockeyverband, Nihon Hockey Renmei (engl. Japan Hockey Association),
- der Tennisverband, Nihon Tennis Kyōkai (engl. Japan Tennis Association),
- der Handballverband, Nihon Handball Kyōkai (engl. Japan Handball Association),
- der Skiverband, Zen-Nihon Ski Renmei (engl. Ski Association of Japan),
- der Eislaufverband, Nihon Skate Renmei (engl. Japan Skating Federation),
- der Verband für Mittelschulsport, Nihon Chūgakkō Taiiku Renmei,
- der Fechtverband, Nihon Fencing Kyōkai, (franz. Fédération Japonaise d'Escrime),
- der Kyūdōverband, Zen-Nihon Kyūdō Renmei, (engl. All Nippon Kyudo Federation),
- der Schwimmverband, Nihon Suiei Renmei, (engl. Japan Swimming Federation),
- der Kanuverband, Nihon Canoe Renmei, (engl. Japan Canoe Federation),
- der Orientierungslaufverband, Nihon Orienteering Kyōkai (engl. Japan Orienteering Association),
- der Tischtennisverband, Nihon Takkyū Kyōkai (engl. Japan Table Tennis Association),
- der Ruderverband, Nihon Boat Kyōkai (engl. Japan Rowing Association),
- der Amateurboxverband, Nihon Amateur Boxing Renmei (engl. Japan Amateur Boxing Federation),
- der Sportschützenverband, Nihon Rifle Shageki Kyōkai (engl. National Rifle Association of Japan),
- der Segelverband, Nihon Sailing Renmei (engl. Japan Sailing Federation),
- der Tauziehverband, Nihon Tsunahiki Renmei (engl. Japan Tug of War Federation),
- der Leichtathletikverband, Nihon Rikujō Kyōgi Renmei (engl. Japan Association of Athletics Federations),
- der Gewichtheberverband, Nihon Weightlifting Kyōkai (engl. Japan Weightlifting Association),
- der Tontaubenschießverband, Nihon Clay Shageki Kyōkai (engl. Japan Clay Target Shooting Association)
- die Nippon Taiiku Gakkai (engl. Japan Society of Physical Education, Health and Sport Sciences), eine Forschungsstiftung für Sportwissenschaft und -erziehung,
- der Curlverband, Nihon Curling Kyōkai (engl. Japan Curling Association),
- der Ringerverband, Nihon Wrestling Kyōkai (engl. Japan Wrestling Federation),
- der Eishockeyverband, Nihon Ice Hockey Renmei (engl. Japan Ice Hockey Federation),
- der Softballverband, Nippon Softball Kyōkai (engl. Japan Softball Association) und
- der Soft-Tennis-Verband, Nihon Soft Tennis Renmei (engl. Japan Soft Tennis Association).

Der japanische Fußballverband, Nihon Soccer Kyōkai (engl. Japan Football Association), kaufte sich nach der Fußball-Weltmeisterschaft 2002 ein eigenes Bürogebäude in Hongō im Bezirk Bunkyō, in das er 2003 seinen Sitz verlegte.